# Thierry Puyfoulhoux
Thierry Puyfoulhoux, né le 25 décembre 1961, est un graphiste, calligraphe et créateur de caractères français.

## Biographie
Il a étudié la calligraphie et la typographie au Scriptorium de Toulouse sous la direction de Bernard Arin. En 1987, il remporte le prix de l'innovation Mécanorma. Il a travaillé ensuite à l'Imprimerie nationale à Paris avec José Mendoza y Almeida. Puis il a rejoint le studio graphique Dragon rouge à Paris, avant de s'installer en indépendant en 1991.
Il commercialise ses caractères  dans sa propre fonderie, Présence Typo, créée en 2000, et qu'il définit comme « la plus petite fonderie numérique au monde ».

## Caractères
- Alinéa Sérif
- Alinéa Sans
- Alinéa Incise
- Bebop
- Tschichold
- Bigticy
- Classica
- Adesso
- Madisonian
- Placebo Serif
- Placebo Sans
- Tuxedo
- Tangram
- Ubik
- Laricio
- Cicero
- Zipper
- Princess
- Présence
- Kouros
- Diana
- Fusion
- Tandem
- ITC Korigan